# Tongyuan (sockenhuvudort i Kina, Jiangxi Sheng, lat 28,08, long 116,22)
Tongyuan är en sockenhuvudort i Kina. Den ligger i provinsen Jiangxi, i den sydöstra delen av landet, omkring 75 kilometer sydost om provinshuvudstaden Nanchang. Antalet invånare är 23 776. Befolkningen består av 11 431 kvinnor och 12 345 män. Barn under 15 år utgör 25,0 %, vuxna 15-64 år 66 %, och äldre över 65 år 8,0 %.
Runt Tongyuan är det tätbefolkat, med 511 invånare per kvadratkilometer. Närmaste större samhälle är Fuzhoushi, 14,9 km sydost om Tongyuan. Trakten runt Tongyuan består till största delen av jordbruksmark.
Genomsnittlig årsnederbörd är 2 304 millimeter. Den regnigaste månaden är juni, med i genomsnitt 441 mm nederbörd, och den torraste är oktober, med 23 mm nederbörd.